# Дверницкие
Дверницкие (пол. Dwernicki)— польский дворянский род герба Сас.
Предок их, Грицко Дверницкий, владел поместьями в половине XVI века. Его потомком в 9-м колене был генерал Юзеф Дверницкий. Род Дверницких внесён в VI и II части Дворянской родословной книги Подольской губернии.